# Helius pavoninus
Helius pavoninus är en tvåvingeart som beskrevs av Alexander 1938. Helius pavoninus ingår i släktet Helius och familjen småharkrankar. Inga underarter finns listade i Catalogue of Life.